# رئیس‌جمهور لائوس
رئیس‌جمهور لائوس با نام رسمی رئیس‌جمهور جمهوری دموکراتیک خلق لائوس (به لائوسی: ປະທານປະເທດ ແຫ່ງ ສປປ ລາວ) رئیس دولت لائوس است. رئیس‌جمهور کنونی لائوس تونگلون سیسولیت است که از ۲۲ مارس ۲۰۲۱ عهده‌دار این سمت می‌باشد.

## فهرست رئیس‌جمهوران لائوس
|              | نگاره | نام (تولد-مرگ)                           | دوره زمامداری  | دوره زمامداری  | دوره زمامداری   | انتخاب    | نخست‌وزیران                       |
| تاریخ انتصاب | نگاره | نام (تولد-مرگ)                           | تاریخ فراغت    | مدت زمامداری   |                 | انتخاب    | نخست‌وزیران                       |
| ------------ | ----- | ---------------------------------------- | -------------- | -------------- | --------------- | --------- | -------------------------------- |
| ۱            |       | سوفانووونگສຸພານຸວົງ(۱۹۰۹–۱۹۹۵)              | ۲ دسامبر ۱۹۷۵  | ۲۹ اکتبر ۱۹۸۶  | ۱۰ سال، ۳۳۱ روز | هیچ       | کایسون فوم‌ویهان                  |
| –            |       | فومی وونگویچیتພູມີ ວົງວິຈິດ(۱۹۰۹–۱۹۹۴) کفیل   | ۲۹ اکتبر ۱۹۸۶  | ۱۵ اوت ۱۹۹۱    | ۴ سال، ۲۹۰ روز  | هیچ       | کایسون فوم‌ویهان                  |
| ۲            |       | کایسون فوم‌ویهانໄກສອນ ພົມວິຫານ(۱۹۲۰–۱۹۹۲)   | ۱۵ اوت ۱۹۹۱    | ۲۱ نوامبر ۱۹۹۲ | ۱ سال، ۹۸ روز   | ۱۹۹۱      | خامتای سیفاندون                  |
| ۳            |       | نوهاک فومساوانໜູຮັກ ພູມສະຫວັນ(۱۹۱۰–۲۰۰۸)     | ۲۵ نوامبر ۱۹۹۲ | ۲۴ فوریه ۱۹۹۸  | ۵ سال، ۹۱ روز   | هیچ       | خامتای سیفاندون                  |
| ۴            |       | خامتای سیفاندونຄຳໄຕ ສີພັນດອນ(۱۹۲۴–۲۰۲۵)    | ۲۴ فوریه ۱۹۹۸  | ۸ ژوئن ۲۰۰۶    | ۸ سال، ۱۰۴ روز  | ۱۹۹۶ ۲۰۰۱ | سیساوات کوبونفان بونهانگ ووراچیت |
| ۶            |       | چومالی سایاسونهຈູມມະລີ ໄຊຍະສອນ(متولد ۱۹۳۶) | ۸ ژوئن ۲۰۰۶    | ۲۰ آوریل ۲۰۱۶  | ۹ سال، ۳۱۷ روز  | ۲۰۰۶ ۲۰۱۱ | بواسون بوفاوان تونگسینگ تاماوونگ |
| ۷            |       | بونهانگ ووراچیتບຸນຍັງ ວໍລະຈິດ(متولد ۱۹۳۷)    | ۲۰ آوریل ۲۰۱۶  | ۲۲ مارس ۲۰۲۱   | ۴ سال، ۳۳۶ روز  | ۲۰۱۶      | تونگلون سیسولیت                  |
| ۸            |       | تونگلون سیسولیتທອງລຸນ ສີສຸລິດ(متولد ۱۹۴۵)    | ۲۲ مارس ۲۰۲۱   | متصدی کنونی    | ۴ سال، ۳۵ روز   | ۲۰۲۱      | فانکام ویفاوان                   |